# 军用代金券
军用代金券是中华人民共和国出于参加抗美援越（越南战争）的需要而发行的一套军用纸币。当时的政策（《关于禁止国家货币出入境办法》）不允许携带人民币出境，而抗美援越的中国人民解放军人员长期驻扎越南（北越）境内。士兵在购买日常用品时需要一种部队内部流通的货币，为此中国人民银行于1965年4月24日发行“军用代金券”纸币，在部队内部流通，禁止流入越南市场。
军用代金券有1分、5分、1角、5角、1元、5元共6种面额，未发行硬币。正面印有“军用代金券”“1965”年号、中文、阿拉伯数字面值的横行字样以及防伪花符，没有水纹。背面左右两侧分别有“仅限内部使用”和“禁止市场流通”的竖行字样。冠字及流水号码印在正面。四个低面值币种（1分、5分、1角、5角）采用“〈AA〉”、“〈AB〉”、“〈AC〉”、“〈AD〉”共四种字母冠字；两个高面值币种（1元、5元）采用二字母冠字（仅“AA”一种）加六位阿拉伯数字流水号码：“AA123456”。
1970年7月解放军全面撤出越南战场后，中国人民银行广西、云南、广东三家分行开始兑换收回军用代金券。中国人民银行总行于1982年12月22日发布《关于销毁军用代金券的通知》，开始销毁军用代金券。因为军用代金券从始至终的使用范围一直局限于军方内部，流通时间短，收回、销毁比较彻底，致使其存世量甚少。其中5角、5元尤为罕见。

## 军用代金券一览表
| 币值 | 说明 |
| 1分  | 凸版印刷；正面为运输机图，黄绿、黄色调；背面为竖行中文面额“壹分”字样、左右两侧有横行阿拉伯数字“0.01”字样。                                      |
| 5分  | 凸版印刷；正面为运输机图、横行中文面额“伍分”字样，橘红、黄色调；背面为竖行中文面额“伍分”字样、左右两侧有横行阿拉伯数字“0.05”字样。              |
| 1角  | 凸版印刷；正面为火车图、左侧有竖行中文面额“壹角”字样，蓝紫、粉色调；背面为横行阿拉伯数字面额“0.1”字样、左右两侧有阿拉伯数字“1”字样。            |
| 5角  | 凸版印刷；正面为火车图、左右两侧有横行中文面额“伍角”字样，棕、黄色调；背面左侧有横行阿拉伯数字面额“0.5”字样、右侧有中文面额“伍角”字样。         |
| 1元  | 凸版印刷；正面为两辆卡车图、右侧有横行中文面额“壹圆”字样及圆形花符，绿、橘红色调；背面为横行中文面额“壹圆”字样、左右两侧有阿拉伯数字“1”字样。   |
| 5元  | 凸版印刷；正面为镇南关城门图、左侧有横行中文面额“伍圆”字样及菱形花符，枣红、黄色调；背面为横行中文面额“伍圆”字样、左右两侧有阿拉伯数字“5”字样。 |